# Coppa delle nazioni africane Under-20 2023
La Coppa delle nazioni africane Under-20 2023 (in francese Coupe d'Afrique des nations de football des moins de 20 ans 2023 e in arabo 2023كأس أمم إفريقيا تحت 20 سنة ) è la 23ª edizione del torneo di calcio riservato ai giocatori con meno di 20 anni di età. Si svolge in Egitto dal 19 febbraio all'11 marzo 2023. Le semifinaliste si qualificheranno per il campionato mondiale Under-20 2023 in Argentina.
Il Ghana, non qualificato, era la squadra detentrice del titolo.

## Squadre qualificate
Per la fase finale si sono qualificate dodici squadre.
| Zona            | Squadra            |
| --------------- | ------------------ |
| Zona Nord       | Egitto (Ospitante) |
| Zona Nord       | Tunisia            |
| Zona Ovest A    | Gambia             |
| Zona Ovest A    | Senegal            |
| Zona Ovest B    | Benin              |
| Zona Ovest B    | Nigeria            |
| Zona Centro     | Rep. del Congo     |
| Zona Centro     | Rep. Centrafricana |
| Zona Centro-Est | Sudan del Sud      |
| Zona Centro-Est | Uganda             |
| Zona Sud        | Mozambico          |
| Zona Sud        | Zambia             |

## Stadi
| Il Cairo Alessandria d'Egitto Ismailia | Alessandria d'Egitto            | Alessandria d'Egitto      |
| -------------------------------------- | ------------------------------- | ------------------------- |
| Il Cairo Alessandria d'Egitto Ismailia | Stadio di Alessandria           | Stadio Haras El Hodoud    |
| Il Cairo Alessandria d'Egitto Ismailia | Capienza: 20 000                | Capienza: 22 000          |
| Il Cairo Alessandria d'Egitto Ismailia |                                 |                           |
| Il Cairo Alessandria d'Egitto Ismailia | Il Cairo                        | Ismailia                  |
| Il Cairo Alessandria d'Egitto Ismailia | Stadio internazionale del Cairo | Stadio del Canale di Suez |
| Il Cairo Alessandria d'Egitto Ismailia | Capienza: 75 000                | Capienza: 22 000          |
| Il Cairo Alessandria d'Egitto Ismailia |                                 |                           |

## Fase a gironi

### Gruppo A

#### Classifica
Aggiornato al 25 febbraio 2023.
| Pos. | Squadra   | Pt | G | V | N | P | GF | GS | DR |
| ---- | --------- | -- | - | - | - | - | -- | -- | -- |
| 1.   | Senegal   | 9  | 3 | 3 | 0 | 0 | 8  | 0  | +8 |
| 2.   | Nigeria   | 6  | 3 | 2 | 0 | 1 | 3  | 1  | +2 |
| 3.   | Egitto    | 1  | 3 | 0 | 1 | 2 | 0  | 5  | -5 |
| 4.   | Mozambico | 1  | 3 | 0 | 1 | 2 | 0  | 5  | -5 |

#### Risultati
| Il Cairo 19 febbraio 2023, ore 14:00 | Egitto | 0 – 0 | Mozambico | Stadio internazionale del Cairo\| Arbitro: \| Artan \| |
| Arbitro:                             | Artan  |       |           |                                                        |

| Arbitro: | Jayed |

|          |           |  |
| Faye 40’ | Marcatori |  |

| Arbitro: | Abdulraz |

|  |           |                                  |
|  | Marcatori | 45+2’, 85’ A. Diallo 74’ P. Diop |

| Arbitro: | Ishimwe |

|              |           |  |
| 71’ Agbalaka | Marcatori |  |

| Arbitro: | Athoumani |

|  |           |                                   |
|  | Marcatori | 59’, 73’, 76’ P. Diop 69’ I. Sané |

| Arbitro: | Malala |

|  |           |                        |
|  | Marcatori | 33’ Lawal 41’ Muhammad |

### Gruppo B

#### Classifica
Aggiornato al 26 febbraio 2023.
| Pos. | Squadra            | Pt | G | V | N | P | GF | GS | DR |
| ---- | ------------------ | -- | - | - | - | - | -- | -- | -- |
| 1.   | Uganda             | 5  | 3 | 1 | 2 | 0 | 4  | 3  | +1 |
| 2.   | Rep. del Congo     | 5  | 3 | 1 | 2 | 0 | 4  | 3  | +1 |
| 3.   | Sudan del Sud      | 4  | 3 | 1 | 1 | 1 | 2  | 2  | 0  |
| 4.   | Rep. Centrafricana | 1  | 3 | 0 | 1 | 2 | 1  | 3  | -2 |

#### Risultati
| Arbitro: | Makalima |

|                        |           |              |
| Mugulusi 48’ Dembe 74’ | Marcatori | 90+5’ Gbenou |

| Arbitro: | Karboubi |

|             |           |                          |
| America 83’ | Marcatori | 45’ Bassinga 63’ Soussou |

| Arbitro: | Kpan |

|  |           |            |
|  | Marcatori | 3’ America |

| Arbitro: | Jammeh |

|                          |           |                            |
| Loulendo 6’ Mombouli 73’ | Marcatori | 11’ Ssematimba 33’ Mayanja |

| Ismailia 26 febbraio 2023, ore 17:00 | Uganda   | 0 – 0 | Sudan del Sud | Stadio del Canale di Suez\| Arbitro: \| Mouhamed \| |
| Arbitro:                             | Mouhamed |       |               |                                                     |

| Il Cairo 26 febbraio 2023, ore 17:00 | Rep. Centrafricana | 0 – 0 | Rep. del Congo | Stadio internazionale del Cairo\| Arbitro: \| Diero \| |
| Arbitro:                             | Diero              |       |                |                                                        |

### Gruppo C

#### Classifica
Aggiornato al 28 febbraio 2023.
| Pos. | Squadra | Pt | G | V | N | P | GF | GS | DR |
| ---- | ------- | -- | - | - | - | - | -- | -- | -- |
| 1.   | Gambia  | 9  | 3 | 3 | 0 | 0 | 4  | 0  | +4 |
| 2.   | Tunisia | 4  | 3 | 1 | 1 | 1 | 2  | 2  | 0  |
| 3.   | Benin   | 2  | 3 | 0 | 2 | 1 | 1  | 2  | -1 |
| 4.   | Zambia  | 1  | 3 | 0 | 1 | 2 | 2  | 5  | -3 |

#### Risultati
| Arbitro: | Athoumani |

|           |           |  |
| Saine 84’ | Marcatori |  |

| Arbitro: | Guedi |

|           |           |             |
| Aloko 57’ | Marcatori | 62’ Ng'ambi |

| Alessandria d'Egitto 24 febbraio 2023, ore 14:00 | Tunisia | 0 – 0 | Benin | Stadio Haras El Hodoud\| Arbitro: \| Guedi \| |
| Arbitro:                                         | Guedi   |       |       |                                               |

| Arbitro: | Nagy |

|  |           |                              |
|  | Marcatori | 63’ Drammeh 81’ (rig.) Saine |

| Arbitro: | Keita |

|                   |           |  |
| Ouorou 88’ (aut.) | Marcatori |  |

| Arbitro: | Artan |

|                       |           |              |
| Othman 31’ Dhaoui 59’ | Marcatori | 58’ Mutandwa |

### Raffronto delle terze classificate
| Pos. | Squadra       | Pt | G | V | N | P | GF | GS | DR |
| ---- | ------------- | -- | - | - | - | - | -- | -- | -- |
| 1.   | Sudan del Sud | 4  | 3 | 1 | 1 | 1 | 2  | 2  | 0  |
| 2.   | Benin         | 2  | 3 | 0 | 2 | 1 | 1  | 2  | -1 |
| 3.   | Egitto        | 1  | 3 | 0 | 1 | 2 | 0  | 5  | -5 |

## Fase a eliminazione diretta
|  | Quarti di finale | Quarti di finale |               |         | Semifinali                | Semifinali                |  |  | Finale        | Finale |
|  |                  |                  |               |         |                           |                           |  |  |               |        |
|  | 2 marzo 2023     |                  |               |         |                           |                           |  |  |               |        |
|  |                  |                  |               |         |                           |                           |  |  |               |        |
|  | Senegal          | 1                |               |         |                           |                           |  |  |               |        |
|  | Senegal          | 1                | 7 marzo 2023  |         |                           |                           |  |  |               |        |
|  | Benin            | 0                |               |         |                           |                           |  |  |               |        |
|  | Benin            | 0                | Senegal       | 3       |                           |                           |  |  |               |        |
|  | 3 marzo 2023     |                  | Senegal       | 3       |                           |                           |  |  |               |        |
|  |                  | Tunisia          | 0             |         |                           |                           |  |  |               |        |
|  | Rep. del Congo   | Tunisia          | 0             | 3 (4)   |                           |                           |  |  |               |        |
|  | Rep. del Congo   |                  | 11 marzo 2023 | 3 (4)   |                           |                           |  |  |               |        |
|  | Tunisia          | 3 (5)            |               |         |                           |                           |  |  |               |        |
|  | Tunisia          | 3 (5)            | Senegal       | 2       |                           |                           |  |  |               |        |
|  | 3 marzo 2023     |                  | Senegal       | 2       |                           |                           |  |  |               |        |
|  |                  | Gambia           | 0             |         |                           |                           |  |  |               |        |
|  | Gambia           | Gambia           | 0             | 5       |                           |                           |  |  |               |        |
|  | Gambia           | 7 marzo 2023     |               | 5       |                           |                           |  |  |               |        |
|  | Sudan del Sud    | 0                |               |         |                           |                           |  |  |               |        |
|  | Sudan del Sud    | 0                | Gambia        | 1       | Finale per il terzo posto | Finale per il terzo posto |  |  |               |        |
|  | 2 marzo 2023     |                  | Gambia        | 1       | Finale per il terzo posto | Finale per il terzo posto |  |  |               |        |
|  |                  | Nigeria          | 0             |         |                           |                           |  |  |               |        |
|  | Uganda           | Nigeria          | 0             | 0       | Tunisia                   | 0                         |  |  |               |        |
|  | Uganda           |                  |               | 0       | Tunisia                   | 0                         |  |  |               |        |
|  | Nigeria          | 1                |               | Nigeria | 4                         |                           |  |  |               |        |
|  | Nigeria          | 1                |               |         | 4                         |                           |  |  |               |        |
|  |                  |                  |               |         |                           |                           |  |  | 10 marzo 2023 |        |
|  |                  |                  |               |         |                           |                           |  |  |               |        |

### Quarti di finale
| Arbitro: | Ishimwe |

|               |           |  |
| S. Diallo 51’ | Marcatori |  |

| Arbitro: | Nagy |

|  |           |                 |
|  | Marcatori | 30’ (aut.) Juma |

| Arbitro: | Jayed |

|                                      |           |  |
| Bojang 7’ 33’ 47’ Jarju 28’ Bajo 70’ | Marcatori |  |

| Arbitro: | Kpan |

|                                                    |                      |                                                  |
| Bassinga 24’ 80’ 102’ (rig.)                       | Marcatori            | 37’ Othman 76’ Chouchane 119’ Saoudi             |
| Moutou Ndecket Manouana Bandessi Nkouanga Loulendo | Tiri di rigore 4 – 5 | Ghorbel Dhaoui Hmidi Chouchane Garreb Snana Abid |

### Semifinali
| Arbitro: | Artan |

|                               |           |  |
| P. Diop 7’ L. Camara 17’, 52’ | Marcatori |  |

| Arbitro: | Abdulraz |

|           |           |  |
| Bojang 7’ | Marcatori |  |

### Finale 3º posto
| Arbitro: | Athoumani |

|  |           |                                           |
|  | Marcatori | 9’ Muhammad 46’ Abdullahi 48’, 90’ Sunday |

### Finale
| Arbitro: | Nagy |

|                       |           |  |
| M. Faye 6’ Camara 56’ | Marcatori |  |

## Statistiche

### Classifica marcatori
5 reti
- Pape Demba Diop

4 reti
- Déo Bassinga
- Adama Bojang

2 reti
- Alagie Saine
- Papa Amadou Diallo
- Lamine Camara
- Paul America
- Jude Sunday
- Ibrahim Muhammad
- Jibril Othman

1 rete
- Rodolfo Aloko
- Kajally Drammeh
- Mahmodou Bajo.
- Moses Jarju
- Boris Gbenou
- Prince Soussou
- Josna Loulendo
- Princide Mombouli
- Ahmed Abdullahi
- Solomon Agbalaka
- Samson Lawal
- Ibou Sané

- Samba Diallo
- Mamamdou Camara
- Souleymane Faye
- Mame Mor Faye
- Samy Chouchane
- Mhamed Dhaoui
- Ali Saoudi
- John Paul Dembe
- Saidi Mayanja
- Isma Mugulusi
- Titus Ssematimba
- Rickson N'gambi
- Kingstone Mutandwa

## Premi
- Capocannoniere:  Pape Demba Diop (5)
- Miglior giocatore:  Lamine Camara [4]
- Guanto d'oro:  Landing Badji [5]

### All-Star Team[6]
| Portieri      | Difensori                                                 | Centrocampisti                               | Attaccanti                                      |
| ------------- | --------------------------------------------------------- | -------------------------------------------- | ----------------------------------------------- |
| Landing Badji | Augustine Njoku Seydou Sano Alagie Saine Solomon Agbalaka | Pape Demba Diop Lamine Camara Prince Soussou | Adama Bojang Deogracias Bassinga Rogers Mugisha |

Allenatore:  Malick Daf